# 武蔵野カンツリー倶楽部
武蔵野カンツリー倶楽部（むさしのカンツリーくらぶ）は、千葉県松戸市六高台（旧・千葉県東葛飾郡風早村高柳）にかつて存在したゴルフ場である。

## 概要
武蔵野カンツリー倶楽部 は、1924年（大正13年）、東京府多摩平山（現・日野市平山）に、「平山コース」6ホール規模のゴルフ場を開場、2年後の1926年（昭和元年）、閉鎖された。同年、千葉県東葛飾郡風早村高柳へ移転、同年10月、「六実リンクス」9ホールが開場、1927年(昭和2年)9月、9ホールを増設し18ホールが開場した。1929年(昭和4年)、隣接地に「藤ヶ谷コース」18ホールを増設、両コース合計36ホール規模のゴルフ場となった。
1944年(昭和19年)、帝国陸軍の接収（本土防空の飛行場化のため）を受けて解散となった。当時の武蔵野カンツリー倶楽部の六実リンクスの様子が分かる貴重な絵葉書の資料（当時、武蔵野カンツリー倶楽部会員・賀屋興宣の資料）が残されている。また、日本のプロゴルフメジャー大会の1つ、日本プロゴルフ協会主催競技でもあり、日本選手権大会に相当する第4回 日本プロゴルフ選手権大会が、1929年（昭和4年）7月に開催された実績がある。

## 所在地
- 平山コース - 現・東京都日野市平山（旧・東京府多摩平山）
- 六実リンクス - 現・千葉県松戸市六高台（旧・千葉県東葛飾郡風早村高柳）[1]
- 藤ヶ谷コース - 現・千葉県柏市藤ヶ谷

## コース情報
- 開場日
  - 1924年（大正13年） - 平山コース
  - 1926年（昭和元年）10月 - 六実リンクス
  - 1929年（昭和4年） - 藤ヶ谷コース
- 設計者
  - 大谷 光明 - 六実リンクス
  - 赤星 六郎 - 藤ヶ谷コース
- コース
  - 平山コース - 6ホール
  - 六実リンクス - 18ホール
  - 藤ヶ谷コース - 18ホール
- メジャー選手権
  - 六実リンクス - 1929年（昭和4年）
第4回 日本プロゴルフ選手権大会[4]

## 大衆化の始まり
関西では、1920年代、ゴルフの大衆化によるコース新設が活発だった。その反面、関東では、1906年（明治39年）に開場した「NRCGA根岸コース（ニッポン・レース・クラブ・ゴルフィング・アソシエーション根岸コース）」（神奈川県、1943年閉鎖、戦後米軍専用となり1969年閉鎖）、1913年（大正2年）に開場した「東京ゴルフ倶楽部駒沢コース」（東京都、1941年閉鎖）、1917年（大正6年）に開場した「富士屋ホテル仙石ゴルフコース」（神奈川県）、1923年（大正12年）に開場した「程ヶ谷カントリー倶楽部」（神奈川県）のゴルフ場のみであった。
関東のゴルフの大衆化を目的に、1924年（大正13年）、東京府多摩の平山（現・日野市平山）から八王子にかけての丘陵地に、「武蔵野カンツリー倶楽部平山コース」が開場した。同年3月から造成に着手、翌年5月、2,000ヤードの9ホールが完成、東京では東京ゴルフ倶楽部駒沢コースに次ぐゴルフ場である。
平山コースの開設では、地主の杉山又吉の協力が大きかった、地主との交渉に走り、開場後は自宅をクラブハウスとして提供した。また、地元の小学校の生徒がキャディーとして働き、小遣い稼ぎの場所だった。しかし、2年後の1926年（昭和元年）、平山コースは閉鎖し、同年、千葉県の六実・千葉県東葛飾郡風早村高柳へ移転した「武蔵野カンツリー倶楽六実リンクス」である。同年10月、9ホールが開場し、翌年の1927年(昭和2年)9月、9ホールを増設し18ホールが開場した。なお、閉鎖した平山コースを惜しむ声があり、1928年（昭和3年）、「多摩カントリークラブ」として再開、1938年(昭和13年)1月6日、閉鎖された。
会員数が増加したため、1929年(昭和4年)、六実リンクス近くに「武蔵野カンツリー倶楽部藤ヶ谷コース」18ホールを増設した。武蔵野カンツリー倶楽部は、日本で初めて36ホール規模のゴルフ場となった。その後、1944年(昭和19年)、ゴルフ場は第二次世界大戦の影響で、六実リンクスは閉鎖され、藤ヶ谷コースは陸軍用地に決まったため閉鎖し解散した。武蔵野カンツリー倶楽部藤ヶ谷コースは、現在、海上自衛隊下総航空基地・海上自衛隊第三術科学校・藤ヶ谷飛行場（千葉県柏市藤ヶ谷）になっている。南北を走る東武野田線と県道8号線（船橋我孫子線）を挟んで、西側の松戸市側に「六実リンクス」、東側の柏市側に「藤ヶ谷コース」が存在した。

## 関連文献
- 『公益法人一覧』、昭和7年1月、「東京府 社団法人 武藏野カンツリー倶樂部」、文部省社会教育局編、昭和4-9年、2020年10月18日閲覧
- 『法人一覧』、昭和8年、「東京府 社団法人 武藏野カンツリー倶樂部」、文部省編、大15-昭14年、2020年10月18日閲覧
- 『日野市史通史 編4』、「平山ゴルフ場（武蔵野カンツリークラブ平山コース）」、日野 日野市史編さん委員会、1998年3月、2020年10月18日閲覧
- 『目で見る松戸の100年』、「六実ゴルフ場」、渡邉幸三郎監修、松本 郷土出版社、2008年2月、2020年10月18日閲覧
- 『目で見る柏の100年』、「藤ヶ谷ゴルフ場」中村勝・染谷博監修、松本 郷土出版社、2008年2月、2020年10月18日閲覧
- 『天皇陛下の一世紀 : 明治・大正・昭和のご足跡』、皇室資料保存会編、東京 ピーエヌサービス、2011年1月、2020年10月18日閲覧
- 『鎌ケ谷市史 下巻』、「藤ヶ谷ゴルフ場(昭和12年) 海上自衛隊下総航空基地所蔵写真」、鎌ケ谷市教育委員会、編鎌ケ谷 鎌ケ谷市、2017年3月、2020年10月18日閲覧